# Finn mac Blatha
Finn, figlio di Blath, figlio di Labraid Condelg, figlio di Cairpre, figlio di Ollom Fotla (... – ...), è stato, secondo la leggenda e la tradizione storica irlandese medievale, re supremo d'Irlanda.
Prese il potere uccidendo il precedente sovrano supremo Eochu Apthach. Le fonti non concordano sulla durata del suo regno che va dai 20 ai 30 anni. Fu ucciso da Sétna Innarraid, figlio di Bres Rí. Il Lebor Gabála Érenn sincronizza il suo regno con quello di Dario il Grande (522-485 a.C.). Goffredo Keating data il suo regno dal 725 al 705 a.C. mentre gli Annali dei Quattro Maestri dal 952 al 930 a.C.